# Juturna Fluctus
Lo Juturna Fluctus è una struttura geologica della superficie di Venere.